# همدیس‌گرایی

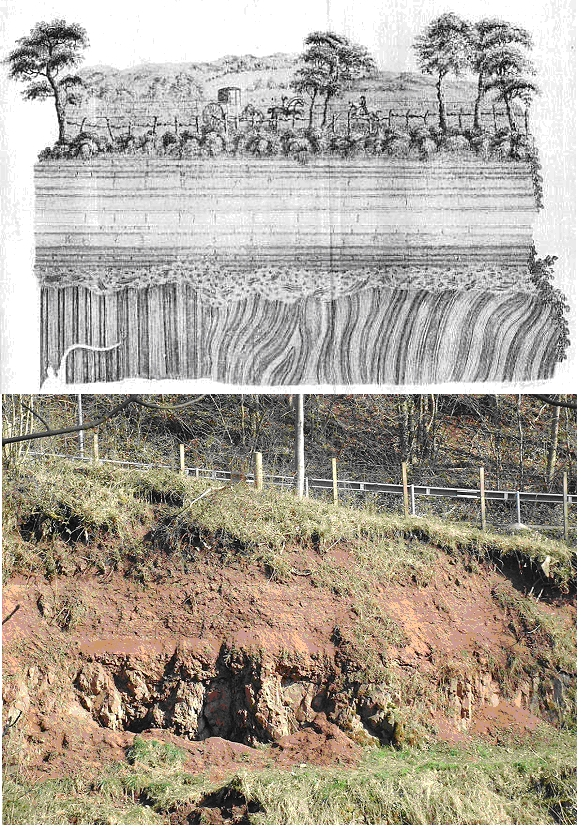
ناهمدیسی هاتن در جدبورگ که در دو تصویر، یکی نقاشی از جان کلارک مربوط به ۱۷۸۷، و دیگری عکسی امروزین از همان ناهمدیسی، نشان داده شده‌است.

یکنواخت‌گرایی یا همدیس‌گرایی نظریه‌ای در زمینه زمین‌شناسی است که بر پایه آن تغییرات سطح زمین به تدریج و طی دوره‌های زمانی طولانی روی داده‌اند. بر پایه این نظریه، همه فرایندها و قوانین طبیعی که هم‌اکنون جهان را تغییر می‌دهند، در گذشته نیز به تغییر جهان می‌پرداختند و این در همه جای گیتی جاری و برقرار است. این نظریه مفهوم تدریجی «حال، کلیدی بر گذشته‌است» را شامل می‌شود. همدیس‌گرایی اصلی اساسی در زمین‌شناسی و تقریباً همه دیگر شاخه‌های دانش بوده‌است، اما زمین‌شناسان کنونی در عین اینکه به وجود داشتن آن فرایندها و روندها در همه زمان‌ها باور دارند، تدریجی بودن همیشگی آن تغییرات را الزامی نمی‌دانند.
واژه همدیس‌گرایی توسط ویلیام هیول در تضاد با مفهوم کاتاستروفیسم به کار رفت؛ نظریه‌ای که در پایان سده ۱۸ میلادی با کارهای زمین‌شناس اسکاتلندی، جیمز هاتن، آغاز شد، جان پلی‌فیر گسترشش داد، و چارلز لایل با چاپ کتاب اصول زمین‌شناسی خود آن را تبدیل به نظریه‌ای پرهوادار کرد.

## تاریخچه
در سده ۱۸ میلادی، آبراهام گوتلوب ورنر نظریه‌ای را مطرح کرد که بر پایه اش، چینه‌ها از رسوب دریاهای ته‌نشین شده بر روی سنگ‌های بستری همچون گرانیت شکل گرفته‌اند. در ۱۷۸۵، جیمز هاتن نظریه‌ای متضاد ارائه داد که نه بر پایه نوشته‌های کتاب مقدس، بلکه دارای چرخه‌ای بی‌نهایت و خودنگهدار بود.
بر پایه نظریه هاتن، چرخه‌های متوالی هر یک شامل رسوب‌گذاری بر بستر دریا، بالاآمدگی با انحراف زاویه‌ای و فرسایش، و سپس حرکت آن لایه‌های پیشین در زیر دریا برای آمدن لایه‌های جدیدتر می‌شدند. هاتن برای یافتن شواهدی در پشتیبانی از نظریه اش، به گلن تیلت در کوه‌های کرنگورم رفت، جایی که در آن سنگ‌های گرانیتی را یافت که به شیست‌های دگرگونی وارد شده بودند، در حالتی که به نظر وی آمد که گویی سنگ بستری مذکور پس از آنکه چینه شکل گرفته بود، ذوب شده بود. او پیشتر دربارهٔ ناهمدیسی‌های میان چینه‌ها مطالعه کرده بود و خود یک ناهمدیسی در جدبورگ کشف کرد که در آن لایه‌های گری ویک درون لایه‌های پایینی قله تقریباً به صورت عمودی زاویه دار شده بودند، پیش از آنکه با برخورد و متلاشی شدن خود سطحی همسطح در زیر لایه‌های افقی ماسه سنگ سرخ کهن پدید آورند. در بهار ۱۷۸۸، او سوار بر قایق به همراه جان پلی‌فیر و سر جیمز هال زمین‌شناس کرانه‌های برویک شایر را پیمود، و ناهمدیسی بزرگی را پیدا کرد که طبقه‌بندی ساختاری مشابهی همانند سیکار پوینت داشت. هاتن سپس در مقاله‌ای که در ۱۷۸۸ به انجمن سلطنتی ادینبورگ ارائه داد، و بعدها نیز آن را کتاب ساخت، با عبارات «ما نه شاهدی بر یک آغاز، و نه دورنمایی از یک پایان یافتیم» به نتیجه‌گیری از مشاهدات گروهیشان پرداخت. پلی‌فیر و هال هر دو کتاب‌هایی در زمینه این نظریه نوشتند، و برای دهه‌ها بحث‌های زیادی میان موافقان هاتن و مخالفانش شکل گرفتند. ژرژ کوویه در تاریخچه دیرینه شناسی خود، که در آن به مفهوم انقراض پرداخت، همدیسی را با روی دادن فجایع توضیح داد؛ رویدادهایی که پس از آن‌ها گونه‌ها اقدام به سکونت در مناطق آسیب خورده می‌کنند. در بریتانیا، زمین‌شناسان این ایده را با نظریه دایلوویال تطبیق دادند که در آن نابودی جهانی تکراری و پی در پی باعث پدید آمدن نسل نوینی از گونه‌هایی می‌شوند که با شرایط نو سازگار باشند؛ نظریه‌ای که واپسین چنین فاجعه‌هایی را طوفان نوح می‌دانست.

## کتابشناسی
- Bowler, Peter J. (2003). Evolution: The History of an Idea (3rd ed.). University of California Press. ISBN 0-520-23693-9.